# 第160師団 (日本軍)
第160師団（だいひゃくろくじゅうしだん）は、大日本帝国陸軍の師団の一つ。
太平洋戦争の末期、1945年（昭和20年）1月20日に帝国陸海軍作戦計画大綱が策定された結果、本土決戦に備えるべく急造が決定した54個師団の一つであり、そのうちの第一次兵備として2月28日に編成が命じられた16個の沿岸配備師団の一つである。

## 師団概要
朝鮮半島の全羅北道沿岸に配備された。

### 歴代師団長
- 宮下文夫 中将：1945年（昭和20年）4月1日 - 1945年5月23日[1]
- 山脇正男 中将：1945年（昭和20年）5月23日 - 終戦[2]

### 参謀長
- 佐竹義勝 大佐：1945年（昭和20年）4月1日 - 終戦[3]

### 最終所属部隊
- 歩兵第461連隊（広島）：松田緩治中佐
- 歩兵第462連隊（浜田）：村川正一大佐
- 歩兵第463連隊（山口）：東長生大佐
- 歩兵第464連隊（鳥取）：菅野浄中佐
- 第160師団速射砲隊
- 第160師団噴進砲隊
- 第160師団輜重隊
- 第160師団通信隊
- 第160師団兵器勤務隊
- 第160師団野戦病院